# Gloria von Nordenflycht Giovanetti
Constanza Gloria de Lourdes von Nordenflycht Giovanetti (Caldera, 20 de febrero de 1942), más conocida como Gloria Von, es una profesora y política chilena, exalcaldesa designada de la comuna de Huasco.

## Biografía
Nacida en Caldera el 20 de febrero de 1942, fruto del matrimonio del exalcade de esa comuna Dionisio von Nordenflycht y Serafina Giovanetti Tornini.
Se casó en Caldera el 1 de abril de 1967 con Juan Enrique Osorio, quien posteriormente fue jefatura en la Agencia Marítima de Huasco, y con quien tiene dos hijos.
A su llegada a Huasco ejerce su profesión de Profesora Educación General Básica, en la Escuela Consolidada de Experimentación e Investigaciones Pedagógicas posterior Liceo Japón, en cuyas dependencias actualmente funciona la Escuela Mireya Zuleta Astudillo. Dentro de su desempeño también ocupó un cargo directivo de rango medio, similar a la Unidad técnico pedagógica (UTP).
El 1 de febrero de 1978 fue designada por la dictadura militar en el cargo de alcalde de la Municipalidad de Huasco, el cual desempeñó por once años, hasta el 31 de diciembre de 1988, dos meses después del triunfo del «No», cuando se acepta su renuncia voluntaria al cargo. Fue reemplazada por el también designado Alberto Gallardo Flores quien asumió nueve meses después, el 18 de octubre de 1989. En aquellos meses habría quedado de alcalde subrogante el secretario municipal Luis Farías Valenzuela.
El 4 de diciembre de 1990 el presidente de la República Patricio Aylwin Azocar y su ministro de Educación Ricardo Lagos Escobar, nombran a Gloria von Nordenflycht Directivo grado 9.º EUS, del Ministerio de Educación, nivel regional. Desempeñándose en la Dirección Provincial (Direcprov) del Huasco.
Actualmente está pensionada, y reside en la ciudad de La Serena junto a su esposo.

## Obras como alcaldesa
En su período se realizó la pavimentación de las calles céntricas, Serrano, Prat y Riquelme, de la ciudad de Huasco.
Los habitantes de Huasco guardan ciertos reparos con su gestión, ya que habría derogado el impuesto municipal de cobro del 1% de utilidades a la empresa CAP, a la cual igualmente le habría cedido terrenos. Además, critican el sí informaba de forma correcta al gobierno las necesidades de la comuna, ya que la mayoría de los proyectos regionales fueron destinados a la comuna de Caldera.[cita requerida]